# ⑮ Thank you, too
『⑮ Thank you, too』（じゅうご サンキュー、トゥー）は、2017年12月6日にアップフロントワークス（zetimaレーベル）から発売、および配信されたモーニング娘。の15枚目のオリジナルアルバムである。

## 概要
初回生産限定盤と通常盤の2形態で発売。初回生産限定盤はCD+Blu-ray、通常盤はCDのみ。
オリジナルアルバム としては前作『14章 〜The message〜』から3年ぶりであり、モーニング娘。'17名義でリリースされる唯一の作品となる。
アルバム全体を通してのテーマは「こちらこそ、ありがとう!」。音のコンセプトは「ライブ栄えするサウンド」。
本作ではつんく♂が作詞・作曲に関与していない楽曲も複数収録されている。また、オリジナルアルバムとしては収録曲数が最多かつ収録時間も最長となっている。
2017年10月21日に北海道・わくわくホリデーホールにて行われた『モーニング娘。誕生20周年記念コンサートツアー ～We are MORNING MUSUME。～』にてリリースが発表された。
12期メンバー尾形春水・野中美希・牧野真莉愛・羽賀朱音、13期メンバー加賀楓・横山玲奈、14期メンバー森戸知沙希にとって初のアルバムとなる。また、10期メンバーの飯窪春菜・工藤遥にとっては最後の参加オリジナルアルバムであり、尾形にとっては最初で最後のオリジナルアルバムである。

## 収録曲

### CD
- 全作詞・作曲：つんく（#11, #14, #15除く） / サウンドプロデュース：つんく♂（#11, #14, #15除く）

1. ジェラシー ジェラシー (Album Version) [4:35]
  - Rapアレンジ：U.M.E.D.Y. / 編曲：大久保薫

63rdシングルのアルバムバージョン。シングル発売時点で腰椎椎間板ヘルニアの療養による活動休止中だった佐藤優樹とグループ未加入だった森戸知沙希がレコーディングに加わっている。
2. ロマンスに目覚める妄想女子の歌 [4:41]
  - 編曲：大久保薫
3. CHO DAI [4:25]
  - 編曲：平田祥一郎
4. 私のなんにもわかっちゃない [4:53]
  - 編曲：大久保薫

『モーニング娘。'15コンサートツアー秋 ～PRISM～』より先行披露されており[8]、当時のメンバーである元モーニング娘。'15の鞘師里保がコーラスとして参加している（なおボーカルには鞘師および同じく当時のメンバーである鈴木香音の声は収録されていない）。
後に発売されたベスト・アルバム『ベスト!モーニング娘。20th Anniversary』では、鞘師・鈴木を含む当時のモーニング娘。'15メンバー13名での歌唱バージョン「私のなんにもわかっちゃない（モーニング娘。'15 Ver.）」が収録された。
5. 邪魔しないで Here We Go! [4:33]
  - 編曲：大久保薫

64thシングル。
6. Style of my love / 飯窪春菜・小田さくら・牧野真莉愛 [4:38]
  - 編曲：大久保薫
7. ナルシス カマってちゃん協奏曲第5番 [4:17]
  - 編曲：平田祥一郎
8. 青春Say A-HA [3:46]
  - 編曲：大久保薫

『モーニング娘。'17コンサートツアー春 ～THE INSPIRATION!～』より先行披露されていた曲[9]。
9. 若いんだし! [5:09]
  - 編曲：平田祥一郎

64thシングル。
10. もう 我慢できないわ 〜Love ice cream〜 / 尾形春水・羽賀朱音・加賀楓・横山玲奈 [4:45]
  - 編曲：鈴木俊介
11. 弩級のゴーサイン [3:47]
  - 作詞：児玉雨子 / 作曲：星部ショウ / 編曲：Yocke

64thシングル。
12. 恋は時に / 譜久村聖・生田衣梨奈・石田亜佑美・佐藤優樹・工藤遥・野中美希・森戸知沙希 [5:11]
  - 編曲：大久保薫
13. 女子かしまし物語（モーニング娘。'17 Ver.） [5:17]
  - 英訳詞：Alisa K / 編曲：鈴木Daichi秀行 / 管編曲：竹上良成

23rdシングルの再録版。現メンバーに合わせて歌詞が新たに書き下ろされている。野中のパートの作詞はAlisa Kが担当。
14. BRAND NEW MORNING [4:18]
  - 作詞：星部ショウ / 作曲：Jean Luc Ponpon & 星部ショウ / 編曲：Jean Luc Ponpon

63rdシングル。シングルバージョンでの収録の為、当時活動休止中だった佐藤と未加入の森戸はレコーディングに参加していない。
15. 愛の種 (20th Anniversary Ver.) [4:09] 【Additional Track】
  - 作詞：サエキけんぞう / 作曲：桜井鉄太郎 / 編曲：鈴木俊介

インディーズシングルの再録版。
鈴木俊介により新たに編曲されているが、横銭ユージによるドラムフィルと桜井鉄太郎によるコーラスが原曲からサンプリングされている。

### 初回生産限定盤付属Blu-ray
モーニング娘。結成20周年記念イベント 〜21年目もがんばっていきまっしょい!〜 at STUDIO COAST
2017年9月14日に新木場STUDIO COASTで行われたイベントの模様を収録。
1. OPENING
2. モーニングコーヒー
3. MC
4. 恋ING
5. MC
6. I WISH (updated)
7. シャボン玉
8. リゾナント ブルー
9. MC
10. 大好きだから絶対に許さない / 小田さくら・野中美希
11. ロボキッス / 佐藤優樹・工藤遥
12. MC
13. One・Two・Three (updated)
14. Fantasyが始まる
15. Say Yeah!-もっとミラクルナイト-
16. MC
17. 大きい瞳 / 道重さゆみ・田中れいな
18. MC
19. 彼と一緒にお店がしたい! / 道重さゆみ・田中れいな・モーニング娘。’17
20. MC
21. 邪魔しないで Here We Go!
22. わがまま 気のまま 愛のジョーク
23. What is LOVE?
24. VTR 【ENCORE】
25. 浪漫 〜MY DEAR BOY〜 【ENCORE】
26. MC 【ENCORE】
27. LOVEマシーン(updated) 【ENCORE】
28. ENDING VTR 【ENCORE】

## リリース日一覧
| 地域 | リリース日    | レーベル              | 規格                                              | カタログ番号                  |
| ---- | ------------- | --------------------- | ------------------------------------------------- | ----------------------------- |
| 日本 | 2017年12月6日 | zetima/UP-FRONT WORKS | CD（アルバム）+Blu-ray                            | EPCE-7371/2（初回生産限定盤） |
| 日本 | 2017年12月6日 | zetima/UP-FRONT WORKS | CD（アルバム）                                    | EPCE-7373（通常盤）           |
| 日本 | 2017年12月6日 | zetima/UP-FRONT WORKS | ダウンロードシングル （LC-AAC）                   | EPCE-7373                     |
| 日本 | 2017年12月6日 | zetima/UP-FRONT WORKS | ハイレゾダウンロードシングル （FLAC 96kHz/24bit） | EPCE-7373-HR                  |

## 参加メンバー
- 9期：譜久村聖・生田衣梨奈
- 10期：飯窪春菜・石田亜佑美・佐藤優樹・工藤遥
- 11期：小田さくら
- 12期：尾形春水・野中美希・牧野真莉愛・羽賀朱音
- 13期：加賀楓・横山玲奈
- 14期：森戸知沙希

## 参加ミュージシャン
- モーニング娘。'17：Chorus (#14)
  - 譜久村聖：Chorus (#12)
  - 佐藤優樹：Chorus (#2, #3, #7, #10)
  - 小田さくら：Chorus (#1 - #3, #5, #6, #8 - #10)
- 鞘師里保：Chorus (#4)
- つんく♂：Chorus (#13)
- 大久保薫：Keyboard (#1, #2, #4 - #6, #8, #12), Programming (#1, #2, #4 - #6, #8, #12)
- 鈴木俊介：Guitar (#1, #10, #15), Bass (#15), Programming (#10, #15)
- U.M.E.D.Y.：Rap (#1)
- 鎌田こーじ：E. Guitar (#2)
- 平田祥一郎：Programming (#3, #7, #9)
- 山内 'masshoi' 優：Drums (#11)
- Yocke：Guitar (#11), Programming (#11)
- 橋本慎：Additional Programming (#11), Chorus (#11)
- CHINO：Chorus (#11)
- 塩原奈美子：Chorus (#11)
- 山尾正人：Chorus (#11)
- 鈴木 "Daichi" 秀行：Guitar (#13), Bass (#13), Programming (#13)
- 竹上良成：Sax (#13)
- 小林太：Trumpet (#13)
- 河合わかば：Trombone (#13)
- Jean Luc Ponpon：Programming (#14)
- M!ho：Chorus (#14, #15)
- AYC：Chorus (#14)
- 横銭ユージ：Drum Fill Sampling from 1997 (#15)
- 桜井鉄太郎：Chorus Sampling from 1997 (#15)